# Канцелярия Колывано-Воскресенского завода
Канцелярия Колывано-Воскресенского завода — памятник архитектуры середины XVIII века, расположенный в Барнауле на улице Ползунова, 41. Здание известно тем, что здесь в 1762—1766 годах работал изобретатель И. И. Ползунов.

## История
После перехода Колывано-Воскресенских заводов в ведение царского кабинета в 1747 году, управление на месте осуществлялось Главным горным правлением. Оно первоначально размещалось в Змеиногорске и лишь через несколько лет было перенесено в Барнаул. Во второй половине XVIII века для Горного правления было построено первое каменное двухэтажное здание в 8 окон по фасаду с вышкой, за которым закрепилось название Канцелярия Колывано-Воскресенского заводов.
В 30-е годы XIX века здание перестраивалось архитектором Я. Н. Поповым, который соединил Канцелярию портиком с соседним зданием Инструментального магазина. В это же время была убрана вышка с часовым колоколом, уменьшено число оконных проёмов на торцевых фасадах с четырёх до двух. В 1940-е годы к главному входу пристроен деревянный тамбур. В 2002—2003 годах была восстановлена башня и отреставрировано само здание.
С 1840-х годов до 1912 года в доме находились коллекции горного музея (минералы, модели машин и горных устройств), основанного в 1823 году начальником Колывано-Воскресенских заводов П. К. Фроловым. В 1920 году здание было национализировано и занято Губернским комитетом красноармейских хозяйств и земельным комитетом; далее до 1930 года здесь располагалось Окружное Барнаульское земельное управление и планохранилище Госземтреста; в 1933 году строение передано Управлению землеустройства. С 1943 года в здании размещалось ремесленное училище № 1; с 1947 года — Геодезическая камера и Геодезическая мастерская управления землеустройства, а также научная библиотека; с 1937 года — Алтайская краевая библиотека, потом районная библиотека им. Н. А. Некрасова. По состоянию на 2011 год, здание занимает Алтайский краевой центр народного творчества и досуга.

## Культурно-историческое значение
Здание входит в список памятников архитектуры федерального значения.
На фасаде сооружения в 1949 году были установлены чугунные мемориальные текстовые доски:
- «Здесь с 1762 г. по 1766 г. работал И. И. Ползунов (1728—1766) изобретатель и строитель первого в мире теплового двигателя».
- «В этом здании в XVIII—XIX вв. работали крупные новаторы производства и учёные исследователи Алтая: Черницин И. И. 1780—1801 гг.; Залесов П. М. 1780—1801 гг.; Фролов К. Д. 1783—1800 гг.; Петров В. П. 1789—1790 гг.; Чулков В. С. 1799—1803 гг.; Шангин П. И. 1803—1816 гг.; Фролов П. К. 1803—1830 гг.; Геблер Ф. В. 1810—1850 гг.; Соколовский Л. А. 1817—1850 гг.; Аносов П. П. 1847—1849 гг.; Татаринов С. П. 1830—1846 гг. и многие другие».
- «Памятник архитектуры XVIII—XIX вв. б. канцелярия Колывано-Воскресенских заводов. Построена во второй половине XVIII в. и первой половине XIX в. Охраняется государством».